# Простий множник

Це зображення демонструє знаходження простих множників числа 864. Скорочений спосіб написання — 2 ^{5} × 3 ^{3}

У теорії чисел, прості множники (прості дільники) додатного цілого числа — це прості числа, які ділять це число без остачі (без залишку). Виділити прості множники додатного цілого числа означає перелічити ці прості множники разом з їх кратностями. Процес визначення простих множників називається факторизацією цілого числа. Основна теорема арифметики стверджує, що будь-яке натуральне число можна подати у вигляді єдиного (з точністю до порядку слідування) добутку простих множників.
Щоб скоротити вираз, прості множники часто подаються у вигляді степенів простих чисел (кратності). Наприклад,
{\displaystyle 360=2\times 2\times 2\times 3\times 3\times 5=2^{3}\times 3^{2}\times 5}
в якому множники 2, 3 і 5 мають кратності 3, 2 і 1, відповідно.
Для простого множника р числа n кратність числа p — це найбільший з показників степеня а, для яких {\displaystyle p^{a}} ділить n без остачі.
Для додатного цілого числа n, кількість простих множників n і сума простих множників n (без урахування кратності) — це приклади арифметичних функцій від n (адитивних арифметичних функцій).

## Повний квадрат
Квадрат числа має властивість, що всі його прості множники мають парні кратності. Наприклад, число 144 (квадрат 12) має прості множники
{\displaystyle 144=2\times 2\times 2\times 2\times 3\times 3=2^{4}\times 3^{2}.}
У більш зрозумілій формі:
{\displaystyle 144=2\times 2\times 2\times 2\times 3\times 3=(2\times 2\times 3)\times (2\times 2\times 3)=(2\times 2\times 3)^{2}=(12)^{2}.}
Оскільки кожен простий множник присутній тут парне число разів, вихідне число можна подати у вигляді квадрата деякого числа. Таким же чином, куб числа — це число, у якого кратності простих множників діляться на три, і так далі.

## Взаємно прості числа
Додатні цілі числа, що не мають спільних простих множників, називаються взаємно простими. Два цілих числа a і b можна назвати взаємно простими, якщо їх найбільший спільний дільник НСД {\displaystyle (a,b)=1}. Якщо для двох цілих чисел невідомі їх прості множники, то для визначення того, чи є вони взаємно простими, використовується алгоритм Евкліда; алгоритм виконується за поліноміальний час за кількістю цифр.
Ціле число 1 є взаємно простим для будь-якого додатного цілого числа, включно з самим собою. Іншими словами, число 1 не має простих множників, воно — порожній добуток. Це означає, що НСД {\displaystyle (1,b)=1} для будь-якого {\displaystyle b\leq 1}.

## Криптографічні застосування
Визначення простих множників числа — це приклад задачі, яка часто використовується для забезпечення криптографічного захисту в системах шифрування. Передбачається, що ця задача вимагає супер-поліноміального часу за кількістю цифр. Це означає, що відносно легко сконструювати задачу, вирішення якої зайняло б більше часу, ніж відомий вік Всесвіту за поточного розвитку комп'ютерів і за допомогою сучасних алгоритмів.

## Функції Омега
Функція ω(n) (омега) являє собою число різних простих множників n, у той час як функція Ω(n) (велика Омега) являє собою число простих множників n перелічене з урахуванням кратності. Якщо
{\displaystyle n=\prod _{i=1}^{\omega (n)}p_{i}^{\alpha _{i}},}
тоді
{\displaystyle \Omega (n)=\sum _{i=1}^{\omega (n)}\alpha _{i}.}
Наприклад, 24 = 23 × 31 Так що ω(24) = 2 і Ω(24) = 3 + 1 = 4
- ω(n) для n = 1, 2, 3, … відповідно 0, 1, 1, 1, 1, 2, 1, 1, 1, … — послідовність A001221 з Онлайн енциклопедії послідовностей цілих чисел, OEIS .
- Ω(n) для n = 1, 2, 3, … відповідно 0, 1, 1, 2, 1, 2, 1, 3, 2, … — послідовність A001222 з Онлайн енциклопедії послідовностей цілих чисел, OEIS.